# Oberwald
Oberwald är en ort i kommunen Obergoms i kantonen Valais, Schweiz. Orten var före den 1 januari 2009 en egen kommun, men slogs då samman med kommunerna Obergesteln och Ulrichen till den nya kommunen Obergoms.